# Buick Reatta
Buick Reatta — американский автомобиль, двухместное купе, производившийся с 1988 по 1991 годы компанией Buick. С 1990 по 1991 годы выпускался в кузове кабриолет. 
Reatta была разработана компанией Buick в рамках проекта по созданию автомобиля класса «родстер» или «купе» со стильным внешним видом, хорошей скоростью и доступным в цене.
Всего был выпущен 21751 автомобиль.

## Сенсорный экран
В 1988–1989 гг. автомобиль оснащался бортовым компьютером с монохромным сенсорным экраном. С помощью экрана можно было управлять радио, климат-контролем, устанавливать напоминания об определенных датах и сигнализацию превышения скорости, а также воспользоваться диагностическим доступом к электронным системам и датчикам автомобиля. Более поздние экземпляры модели оснащались традиционной стереосистемой и климат-контролем с кнопочным управлением. 

Обзор Buick Reatta от Дага ДеМуро: https://www.youtube.com/watch?v=z_cwDtNFte4